# Salvatiella polynesica
Salvatiella polynesica là một loài chân đều trong họ Munnidae. Loài này được Mueller miêu tả khoa học năm 1990.